# Willem Christiaans
Willem Christiaans OSFS (* 12. Februar 1961 in Gabis, Südwestafrika) ist ein namibischer Ordensgeistlicher und römisch-katholischer Bischof von Keetmanshoop.
Willem Christiaans trat der Ordensgemeinschaft der Oblaten des hl. Franz von Sales bei und legte am 23. Januar 1983 die zeitliche Profess ab. Am 23. Januar 1988 legte Christiaans die ewige Profess ab. Er empfing am 10. Dezember 1988 das Sakrament der Priesterweihe.
Am 7. Februar 2018 ernannte ihn Papst Franziskus zum Bischof von Keetmanshoop, dem ersten in der Geschichte aus Namibia.